# Zaria (deusa)
Zaria ou Zoria é a deusa da beleza na mitologia eslava.  Uma deusa outrora popular, também associada com a manhã, Zaria foi conhecida por seus devotos como "a noiva celeste". Era saudada na aurora como "a mais brilhante solteira, pura, sublime, honrosa". Era também conhecida como uma sacerdotisa da água que protegia guerreiros.
Zarya (заря) é a palavra russa para o "nascer do sol", ou "estrela da manhã".